# Антология (Щурците)
Вижте пояснителната страница за други значения на Антология.
„Антология“ е компилация в четири части на най-добрите песни на българската рок група Щурците. Четирите диска са издание на Варна Саунд и са публикувани като отделни заглавия през 2004 г. По повод излизането на „Антология“ Щурците изнасят концерт в зала 1 на НДК на 15 ноември 2004 г., който е записан и издаден на DVD.